# 着工
着工（ちゃっこう）とは、建物や道路などの建設を開始することである。

## 事前着工
事前着工とは、売買代金の支払い以前に、規約に基づいて建設を実行することである。

## 着工が用いられる例
- 鉄道
- 道路